# Baddeck River
Baddeck River är ett vattendrag i Kanada.   Det ligger i provinsen Nova Scotia, i den östra delen av landet, 1 200 km öster om huvudstaden Ottawa.
Runt Baddeck River är det mycket glesbefolkat, med 2 invånare per kvadratkilometer.